# Charlotte Karlinder
Charlotte Karlinder (* 6. Februar 1975 in Munkfors, Schweden) ist eine schwedisch-deutsche Fernsehmoderatorin und Journalistin.

## Karriere
1995 begann sie ein Redaktionspraktikum beim Magazin Prinz in Hamburg und arbeitete dort im Anschluss als freie Mitarbeiterin bis 1997. Im Jahr 2000 war sie Kolumnistin und Fotografin der Party-Kolumne „What’s Up Charlotte“ bei der Hamburger Morgenpost. Von 2001 bis 2003 war sie stellvertretende Chefredakteurin und Moderedakteurin beim Blond Magazin. Sie war für zahlreiche Publikationen des Bauer Verlags die verantwortliche Redakteurin der Medizinredaktion „Medical & Health Experts“.
Nach Moderationen beim DSF (TD1 NBA Basketball-Challenge, Maxim TV) und MTV Germany (Mission MTV), RTL II (Big Brother, Loveparade 2007) war Karlinder Co-Moderation von Absolut Schlegl bei ProSieben.
Mit ihrem damaligen Ehemann Peer Kusmagk moderierte sie gemeinsam ab dem 19. Juli 2004 das Frühstücksfernsehen auf Sat.1. Zunächst moderierten beide gemeinsam, seit März 2005 jedoch in verschiedenen Moderatorenteams. Karlinder verließ die Sendung zum Jahresende 2005. Seit 2016 ergänzt sie das Frühstücksfernsehen wieder mit ihrer wöchentlichen Rubrik „Gesünder mit Karlinder“.

## Sonstiges
Charlotte Karlinder ist PETA-Aktivistin. Sie schrieb eine monatliche Kolumne bei peta2.de, der Jugendkampagne der Organisation.
Sie durchlief eine Ausbildung mit Staatsexamen in Notfallmedizin und spezialisierte sich auf das Thema Gesundheit und Lebensstilmedizin.
Karlinder und ihr damaliger Mann Peer Kusmagk protestierten im September 2004 auf einer Pressekonferenz zum Auftakt einer Modemesse im Berliner Hotel Künstlerheim Luise gegen die Pelzindustrie, indem sie Farbbeutel mit roter Farbe warfen. Nachdem der Veranstalter, das Deutsche Pelz-Institut, Strafanzeige erstattete, wurden beide zu Schadensersatz in Höhe von 10.000 Euro verurteilt.

## Privates
Charlotte Karlinder wurde in Schweden geboren, wuchs aber zeitweise in Deutschland auf. Sie studierte Rechtswissenschaften in Hamburg und Kulturwissenschaften in Lüneburg. Am 23. Mai 2003 heiratete Karlinder den Schauspieler und Moderator Peer Kusmagk und nahm nach schwedischer Tradition den Doppelnamen „Karlinder Kusmagk“ an.
Karlinder und Kusmagk lebten seit Mitte 2005 getrennt. Ihren Doppelnamen legte sie nach der Scheidung im Jahr 2009 wieder ab. Sie hat eine Tochter und einen Sohn.